# Margaret Neville
Margaret Neville (* 3. April 1939 in Southampton, County Hampshire; † 30. Mai 2025) war eine britische Opernsängerin (Sopran).

## Leben
Margaret Mould, geborene Smith, wurde im Stadtteil St Marys in der Hafenstadt Southampton im Süden Englands geboren. Ihr Gesangstalent zeigte sich bereits während ihrer Schulzeit. Sie studierte dann mit einem Stipendium Gesang an der Royal Academy of Music in London bei der Sopranistin Olive Groves, weiters bei Maria Carpi in Genf, anschließend wieder in London bei der Sopranistin Ruth Packer (1910–2005) und schloss im Juni 1962 ihr Studium an der Royal Academy of Music in London ab. Zu Beginn ihrer Bühnenlaufbahn wählte sie Neville, den Mittelnamen ihres Mannes, als Künstlernamen. Aus der Ehe ging eine gemeinsame Tochter, Sara Davies, hervor.
Ihr Bühnendebüt hatte sie im Januar 1962 unter der musikalischen Leitung von Otto Klemperer an der Covent Garden Opera in London als Erster Knabe in Die Zauberflöte. 1963 gewann sie den Haydn-Mozart-Concours. 1963/64 sang sie beim Glyndebourne-Festival den Ersten Knaben, 1964 auch die Drusilla in L’incoronazione di Poppea.
Sie hatte eine erfolgreiche Karriere an Opernbühnen in Großbritannien. An der Sadler’s Wells Opera in London sang sie u. a. die Gretel in Hänsel und Gretel, die Frasquita in Carmen, den Amor in Orfeo ed Euridice von Gluck, die Papagena in Die Zauberflöte, Anne Trulove in The Rake’s Progress, die 1. Nichte in  Peter Grimes und die Mathilde in The Violins of Saint-Jacques von Malcolm Williamson. 1967 gehörte sie an der Sadler’s Wells Opera in London zur Uraufführungsbesetzung der Oper A Penny for a Song von Richard Rodney Bennett.
1973/74 trat sie bei der Scottish Opera in Glasgow auf, 1973 als Norina in Don Pasquale und 1974 als Pamina in Die Zauberflöte. Im Juni 1974 gastierte sie als Frasquita in Carmen an der Covent Garden Opera.
Sie gastierte auch an der Welsh National Opera in Cardiff, im London Coliseum sowie beim Edinburgh Festival. 1967 sang sie in einer BBC-Übertragung aus der Sadler’s Wells Opera die Rolle der Aldimira in der Barock-Oper L’Erismena von Cavalli di. 1967 wirkte Neville in einer BBC-Radioübertragung der selten gespielten Oper The Perfect Fool von Gustav Holst unter der musikalischen Leitung von Sir Charles Groves mit.
Ab der Spielzeit 1971/72 war sie bis zum Ende der Spielzeit 1987/88 über 15 Jahre festes Ensemblemitglied an der Oper Köln. In der Spielzeit 1983/84 übernahm sie an der Oper Köln die Rolle der 4. Magd in einer Neuinszenierung der Oper Elektra (Regie: August Everding).  Im Dezember 1983 trat sie im Rahmen der Kölner Reihe „Oper am Klavier“ als Mimì in La Bohème von Ruggiero Leoncavallo auf. Während ihres Kölner Engagements war sie auch als Gesangslehrerin tätig. In Westdeutschland gastierte sie an der Deutschen Oper am Rhein Düsseldorf-Duisburg, an der Deutschen Oper Berlin sowie an den Staatsopern in München, Hamburg und Stuttgart. In der Spielzeit 1989/90 war sie am Theater Heidelberg engagiert und trat bei den Heidelberger Schlossfestspielen auf. In Mozart-Rollen gastierte sie bei den Festspielen von Drottningholm und beim Festival d’Aix-en-Provence. Im Alter von 50 Jahren beendete sie ihre Gesangskarriere.
Margaret Neville wurde vor allem als Koloratursopranistin „geschätzt“. Zu ihren Rollen gehörten auch Despina in Così fan tutte, Leila in Les pêcheurs de perles, Oscar in Un ballo in maschera, Gilda in Rigoletto, Nannetta in Falstaff und die Adele in der Operette Die Fledermaus. Gelegentlich übernahm sie auch lyrische Rollen wie die Micaëla in Carmen und die Mimì in La Bohème.
Ihre Stimme ist auf Schallplatten in Gesamtaufnahmen der Opern Hänsel und Gretel (als Gretel) und Das Rheingold (als Woglinde) sowie mit geistlichen Werken von Georg Friedrich Händel und Joseph Haydn dokumentiert. 
Nach dem Tod ihres Ehemanns († 2011) zog Neville von Southampton nach Romsey. Im Februar 2025 wurde bei ihr ein „aggressiver“ Hirntumor festgestellt. Margaret Neville starb am 30. Mai 2025 im Alter von 86 Jahren.